# Бакар
Бакар (лат. cuprum) је хемијски елемент са симболом Cu и атомским бројем 29. Спада у прелазне метале, а у периодном систему елемената уврштен је у 4. периоду и прве споредне групе која је по њему и названа група бакра. Бакар је релативно мек метал, може се добро обликовати и доста је чврст. Као одличан проводник топлоте и електричне струје пронашао је многе примене у техници. Осим тога убраја се и у метале за израду кованица. Као слабо реактиван тешки метал, бакар спада у полуплемените метале. Поседује 18 изотопа чије се атомске масе налазе између 58—73. Постојана са само два: 63 и 65.
Бакар је један од ретких метала који се може појавити у природи у директно употребљивом металном облику (самородни метали). То је довело до веома ране људске употребе у неколико региона, од око 8000. п. н. е. Хиљадама година касније, то је био први метал који је истопљен из сулфидних руда, око 5000. п. н. е.; први метал који је изливен у облик у калупу, око 4000. п. н. е.; и први метал који је намерно легиран са другим металом, калајем, за стварање бронзе, око 3500. п. н. е.
У римско доба, бакар се копао углавном на Кипру, одакле је име метала, од aes cyprium (метал Кипра), касније искварено у cuprum (латински). Coper (староенглески) и copper су изведени из овога, каснији правопис је први пут коришћен око 1530. године.
Уобичајена једињења су соли бакра(II), које често дају плаву или зелену боју минералима као што су азурит, малахит и тиркиз, и коришћене су у великој мери и историјски као пигменти.
Бакар који се користи у зградама, обично за покривање кровова, при чему оксидира и формира зелену патину једињења која се називају вердигрис. Бакар се понекад користи у декоративној уметности, како у свом елементарном металном облику, тако и у једињењима као пигментима. Једињења бакра се користе као бактериостатска средства, фунгициди и средства за заштиту дрвета.
Бакар је неопходан за све живе организме као минерал у исхрани у траговима, јер је кључни састојак комплекса респираторног ензима цитокром ц оксидазе. Код мекушаца и ракова, бакар је саставни део крвног пигмента хемоцијанина, који је замењен хемоглобином у комплексу гвожђем код риба и других кичмењака. Код људи, бакар се налази углавном у јетри, мишићима и костима. Тело одрасле особе садржи између 1,4 и 2,1 mg бакра по килограму телесне тежине.

## Назив
Бакар је познат од давнина, као основни састојак бронзе. Заправо, познат је још у праисторијско доба, па се и доба у људској историји назива бакарним добом. Стари Грци су га називали халкос, али су тако такође називали и месинг и бронзу. Данас је ова реч део кованица за разне минерале који садрже бакар попут халкопирита и халкозина, а бакрорез се још назива и халкографија.
Латински назив за бакар је cuprum из којег је изведен симбол за елемент. Овај назив води порекло од израза cyprium aes што значи кипарски метал или кипарска бронза. Од овог назива воде порекло називи на енглеском, француском, немачком, холандском, норвешком, финском, шведском, исландском, данском, шпанском и португалском језику.
У словенским језицима преовладава израз из старословенског језика, који се и у Србији некада користио као мед (или мјед), именица женског рода која је означавала и бакар и месинг. Данас се у Србији назив више не користи, а порекло речи није разјашњено. Овај израз је у свом уџбенику „Основи хемије (Извод из Роскојеве хемије)“ користио професор Борислав Тодоровић (1846—1925), али је због тога (између осталог) добио негативну рецензију Симе Лозанића са коментаром да је такав и слични називи сувише „посрбљен“. У Србији се усталио назив бакар који је преузет из турског језика. Овакав израз алтернативно користе и Бугари, Албанци и Грци.
Италијански, мађарски и румунски језик користе назив изведен од латинског aeramen, а алтернативно се тај назив користи и у Турској и Финској.

## Историја
Бакар, злато, сребро и калај били су први метали које је човјек упознао током свог развитка. Особину бакра да се може лако обрађивати, користиле су најстарије познате цивилизације и културе пре око 10.000 година. Најстарија позната топионица бакра откривена је на територији данашње Србије и датира на око 5000 година пре нове ере. Период људске историје од 5. миленијума до 3. миленијума п. н. е. када се бакар интензивно користи, у зависности од подручја и развијености, назива се бакарно доба. У јорданској долини Hujayrat al-Ghuzlan већ у 4. миленијуму п. н. е. постојале су, за тадашње прилике, бројне радионице и места где се бакар масовно производио. У алхемији, бакар је био повезан са женственошћу коју је симболизовала богиња Венера, а означавао се знаком ♀. Прва огледала су израђена управо од бакра. Највећи прединдустријски произвођач бакра било је Римско царство са претпостављеном годишњом производњом од 15.000 тона.
Касније се почело са легирањем бакра калајем и оловом и производње бронзе. Ова чвршћа и технички отпорнија легура обележила је такође једно доба, по њој названо бронзано доба. Разлике између олова и цинка су уочене тек растом људског знања о металима, тако да се појам бронза из данашње перспективе односи искључиво само на легуре калаја и бакра са високим уделом бакра.
Златножута легура бакра и цинка позната је под именом месинг, а била је позната већ у античкој Грчкој. Добијао се заједничком обрадом руда наведених метала, које су се заједно топиле, а тек Римљани су овај поступак значајно изменили. У старој Колумбији често се користила легура бакра и злата под називом тумбага.

### Бакарно доба
Још у 6. миленијуму п. н. е. човек је користио бакар, што доказују перлице пронађене на археолошким локалитетима, које су направљене од самородног бакра, али то се не може сматрати за почетак металургије.
Период у праисторији који је обележило почетак металургије и откриће бакра, метала који почиње да се користи у изради примитивног оруђа и оружја у литератури се назива Бакарно доба (енеолит, халколит или камено бакарно доба).
Уопштено говорећи, овај период обухвата трећи миленијум пре наше ере, по високој хронологији од 3300. године до 2000/1900. п. н. е. а по класичној од 2200. до 1700. п. н. е. Ово је период суббореалне климе.
У првој фази бакар се користио као петрографска сировина, то је био самородни бакар који се и у ранијем периоду користио за накит. У Европи већ у културама позног неолита имамо појаву самородног бакра и оксидних руда. Лежишта бакарне руде су на Карпатима, у Чешком Равногорју, на Кавказу, на Уралу (где рано почиње мешање бакра и арсена, чиме се добија арсенска бронза).
Велики рудници у доба енеолита су били квалитетни. Руда је примитивно вађена, следила се жила сулфидне руде, која је дробљена и затим извлачена. Касније се развијају и једноставне пећи за прераду руде. Оксидне руде су топљене у јамама (руда је на дну, ћумур постављен около се палио) или огњиштима. Метал би се захватао у велике керамичке посуде. Постојала је и „рециклажа“, што значи да се старо оруђе и оружје поново претапало.
Сулфидне руде су тражиле велику ватру, били су потребни мехови, а претпоставља се и „сопаљ“ — шупљи предмет од керамике, који је служио за дување (потпиривање ватре). Овакви предмети су пронађени на енеолитским археолошким локалитетима поред посуда за ливење. Истопљени бакар се хватао у малим посудама.
У позном енеолиту се јављају калупи. Били су од камена, издубљени, у почетку једноделни, за једнократну употребу. Дводелни калуп се јавља тек 2300/2200. п. н. е. у Вучедолској култури.
Мешањем бакра и калаја добијена је тврда легура — бронза, која потискује у потпуности камен као материјал за израду предмета. Бакар није једини метал по коме је названо читаво једно доба у праисторији човечанства, управо по бронзи назива се следеће доба, које смењује енеолит, а зове се бронзано доба.

### Алхемија
Алхемичари су знали за бакар и користили га. Алхемијски симбол за бакар је исти као и симбол за женски пол (♀). Парацелзус, који је практично увео познавање хемије у медицину (хемијатрија) је у терапијама користио хемикалије, које су између осталог садржавале и бакар. Ове лекове добијао је разним поступцима као што су жарење, топљење, кристализација, дестилација итд. Говорио је да нас алхемија учи како треба припремити лек (Modus praeparandi rerum medicinalium) и потпуно је одвајао учешће алхемије у припремању лекова „alchemia medica“, од „alchemia transmutatoria“, односно класичне алхемије чији је задатак био претварање елемената један у други и добијање злата.

## Заступљеност
Бакар, који се у природи врло ретко може наћи у самородном облику (у елементарном стању), а Међународна минералошка организација га је признала као минерал и по њиховој систематици доделила му ознаку „1.AA.05“ (по Систематици минерала по Струнзу, 9. издање), у групи елемената, метала и међуметалних једињења — породица бакра и купалита. По старијој систематици (8. издање по Струнзу) имао је ознаку I/A.01-10. На енглеском говорном подручју користи се Систематика минерала по Данау, у којој је бакар означен системским бројем „01.01.01.03“.
Бакар се кристализује у кубичном кристалном систему, а по Мохсовој скали има тврдоћу 2,5 до 3. Кристали бакра се највише јављају у базалтној лави било у облику бакарноцрвених зрна металног сјаја (који су се стврднули након хлађења лаве) или у облику дендрита. Врло ретки су проналасци бакра у кристалном облику. Бакар се јавља у парагенези са разним, углавном секундарним бакарним минералима попут борнита, халкозина, корнвалита, куприта, азурита и малахита, као и тенорита, а може се јавити повезан и са многим другим минералима попут калцита, клинокласа, прехнита, пумпелита, кварца и сребра.
Заступљен је у земљиној кори у количини од 55 ppm (енгл. parts per million) у виду минерала: халкопирита, халкозина, куприта и других.
Највећи извор бакра у исхрани су морски плодови а међу њима бакра највише има у остригама. Бакар се такође моће наћи и у зрнастом црном хлебу, махунастом поврћу, куваним изнутрицама и кивију.
Бакар улази у састав легура од којих су најкоришћеније бронза и месинг. Састав бронзе је 94% Cu и 6% Sn, а месинга 67% Cu и 33% Zn. Највећа налазишта бакра су у САД (Горње језеро), у Русији и Канади. Месинг са високим садржајем бакра-томбак је изгледом сличан злату и уобичајен је у изради накита. За индустрију бакар се издваја претежно из сулфитних руда.
У свету је до 2011. године пронађено око 2900 места где се могао наћи самородни бакар. Највећа налазишта бакра налазе се у Чилеу (Чукикамата), Перуу, САД, Русији, Замбији (Бакарни појас), Канади и Монголији. Руде бакра су релативно честе. Тако се бакар добија из халкопирита (бакарни песак), халкозина, а ређе из борнита (шарени бакарни песак), атакамита, малахита и других руда. До 2010. године било је познато 636 минерала који садрже бакар. На подручју Југоисточне Европе, највише резерви бакра налази се у источној Србији, у подручју Бора и Мајданпека.

### Налазишта
Бакар најчешће настаје у цементацијској зони лежишта сулфидних руда бакра. Гради велики број генетски различитих типова лежишта и познат је у ендогеном, егзогеном и хидротермалном стадијуму образовања орудњења. У хидротермална лежишта спадају порфирска коју су позната као једна од економски најзначајнијих. Штокверно-импрегнационог типа су и рудни минерали који се тамо налазе су халкопирит и борнит. Седиментарна лежишта спадају у егзогена и посебно су значајна маринска лежишта. У њиховом стварању учествују бактерије и често се налазе на тлу Африке.
Најзначајнији рудник на нашим просторима је био Рудна Глава, а сада су Бор и Мајданпек.

### Производња
Најважнији произвођач бакра је Чиле, а следе га Перу и САД. У Европи, највећи произвођачи су Пољска, Португал и Шведска. Највећи извозници бакра су били организовани у светску организацију CIPEC од 1967. до 1988. године. Чланови CIPEC су били Чиле, Перу и Папуа Нова Гвинеја, на чијем је острву Бугенвил био највећи светски рудник бакра, због којег је 1988. године започео и рат.
Историјски важни рудници бакра налазили су се на полуострву Keweenaw на обали Горњег језера у САД. Тамо се налазило највеће налазиште самородног бакра на свету. Експлоатација тог бакра је почела давно пре Колумбовог открића Новог Света. У Немачкој до 1990. године радио је рудник у подручју Мансфелдер Ланд на југозападу Саксоније-Анхалт, а у енглеском Корнволу су се налазили доста важни рудници бакра у 18. и 19. веку.

## Добијање
Удео бакра у рудама је релативно мали. Богате руде садрже 3-10% бакра. Захваљујући ефикасним методама обогаћивања искоришћавају се и сиромашније руде, па се највећа количина бакра данас добија/производи из руда које садржавају 0,5-2% бакра. Стога се мора пре топљења/обрађивања концентрисати уклањањем јаловине.
Концентрирање се врши поступком флотације тако да се ситно самлевена руда помеша с пуно воде у коју је додато средство за пењење (посебна врста уља). Руда заостаје у површинском пенећем слоју, јер се не кваси, а јаловина тоне на дно (премда јој је густина мања од густине руде). Даљим поступком издваја се уље и враћа назад у процес флотације, а настали концентрат иде у даљу прераду.
Механичка припрема руде обухвата следеће операције:
- дробљење и класирање,
- сушење,
- брикетирање и мешање руде с топионичким додатком (тј. састављање пуњења пећи — смеша руде и/или концентрата и топионичког додатка), док се хемијска припрема своди на жарење и подешавање састава топионичког додатка.

У металургији бакра примењује се неколико начина жарења:
- обично жарење — спроводи се ради уклањања конституцијске воде из карбонатних руда и концентрата, а врши се при температури од 250 °C,
- хлорирајуће жарење — којим се оксидне и сулфидне руде преводе у хлорид који је растворан у води, а врши се при температури 500-600 °C
- улфатизирајуће жарење — преводи сулфидне роде у сулфат бакра растворан у води
- оксидирајуће жарење — спроводи се ради уклањања сувишног сумпора у сулфидним рудама
- агломерирајуће жарење — којим се окрупњава материјал како би се могао топити у пећима. За добивање бакра користи се неколико метода: сува или пирометалуршка, мокра или хидрометалуршка и електрометалуршка.

Технички бакар садржи најмање 99,5% бакра, а остало су примесе.

### Пирометалуршка метода (сува)
Из богатијих, средње богатих, сиромашних сулфидних руда и руда самородног бакра које су претходно оплемењене флотацијом, бакар се издваја пирометалуршким поступком, сукцесивном оксидацијом (ради уклањања дела сумпора). Најважнија руда за добивање бакра је бакарна паковина ({{CuFeS2}}) која се претходно жари ради уклањања дела сумпора, а остатак се углавном састоји од .
Низом реакција у различитим деловима пећи сумарно настаје угљен-моноксид (гротлени гас) и растоп бакренца (густине 4-6 g/cm3) на којем плива троска (гвоздени оксиди везани у силикате густине 3-4 g/cm3):
Тако се као међупроизвод добија бакренац или бакарни камен (који је углавном смеша  и FeS), с око 30-40% бакра, из којег се затим редукцијом и оксидацијом уз помоћ кокса и додатак кременог песка уклони готово сво гвожђе у јамним или пламеним пећима (гротленим пећима), и добија се сирови бакар или блистер.
Даља прерада одвија се пребацивањем растопа бакренца у претходно загрејан конвертер (изнад 900 °C) и продувавањем ваздухом. При томе најпре гвожђе сулфид прелази у оксид, а затим се веже с кварцем који се додаје у троску, а сумпор изгара:
Када највећи део гвожђа пређе у троску, преостали  се оксидује и настаје сирови бакар према реакцијама:
Реакције су сумарно егзотермне (ослобађају топлоту) па није потребно додатно загријавање.
Сирови бакар садржи 97% бакра, али није још за употребу јер има у себи примесе, које се морају уклонити — или због њихове вредности (злато, сребро, селенијум) или због штетног утицаја (гвожђе, арсен и др.). То се постиже топљењем уз селективну оксидацију, а затим електролитском рафинацијом (помоћу електролизе). Тако се као коначни производ добија електролитски бакар (99,96 до 99,99% бакра), а примесе заостају у анодном муљу.

### Хидрометалуршка метода (мокра)
Из оксидних и карбонатних руда бакар се најчешће добија хидрометалуршким (мокрим) поступком. Ређе се примењује екстракција или стварање топљивих комплексних соли.
Ова се метода користи за добијање бакра из сиромашних руда односно отпадних производа других процеса, нпр. при производњи сумпорне киселине из пирита. Поступак се састоји у томе да се руда третира погодним растварачем, тј. излужује се разређеним раствором сумпорне киселине и гвожђе() сулфата. Притом бакар прелази у раствор, из које се као метал издваја електролизом или се таложи цементацијом с помоћу гвожђа, а затим се електролитички рафинира.
За издвајање металног бакра електролизом као нетопљиве аноде користе се оловне плоче, а као катоде танки листићи чистог бакра. Издвајање бакра из отопине цементацијом врши се реакцијом металног гвожђа с јонима бакра:
Електролиза као начин издвајања металног бакра има предност над цементацијом јер се добија чистији бакар.
Након производње бакра, сувом или мокром методом, добије се сирови бакар чистоће 94-97% који садржи примесе: гвожђа (Fe), никла (Ni), сумпора (S), цинка (Zn), антимона (Sb), бизмута (Bi), калаја (Sn), олова (Pb), селена (Se) и телура (Te), а понекад сребра (Ag), злата (Au) и платине (Pt). Ради побољшања својстава (пластичности и електричне проводљивости) примесе се морају уклонити при чему се користе два поступка рафинације бакра: рафинација топљењем и електролитичка рафинација.
Рафинација топљењем спроводи се у пећима тако да се кроз отопину сировог бакра и додатака при стварању троске најприје продувава ваздух. При томе испаре олово, цинк, арсен и калај, а гвожђе и никал прелазе у троску. Након тога настали бакар(I) оксид реагује с бакар(I) сулфидом дајући елементарни бакар и гас сумпор-диоксид (SO2), који се од глине одстрањује снажним мешањем при чему долази и до оксидације остатка сумпора. Заостали  се редукује помоћу дрвеног или каменог угљена. На крају се прочишћени бакар, чистоће ће од 99% са целокупним садржајем племенитих метала лије у плоче дебљине око 3 cm које служе као аноде при коначној електролитичкој рафинацији.
У кадама за електролитичку рафинацију бакра катоде су од чистог бакарног лима, а електролит је раствор бакар(II) сулфата (10—14%) и сумпорне киселине (5—10%). Пропуштањем електричне струје анода се раствара при чему бакар и нечистоће попут гвожђа, никла, кобалта и цинка прелазе у раствор, а племенити метали и остале нечистоће се таложе и формирају "анодни муљ". Повремено се јони бакра редукују на катоди таложећи се у густи црвени слој чистог бакра. Добивени анодни муљ је полазна сировина у производњи присутних племенитих метала.
Годишња производња бакра у свету износи око 13,5 милиона тона. Највише рафинираног бакра производи се у; Чилеу, САД, Канади, Русији, Индонезији, Аустралији, Перуу и Републици Конгу. Бакар је главни извозни производ и основа привреде ДР Конга (покрајина Катанга) и Замбије.

## Особине

### Физичке особине
Чисти бакар је црвенкасто-браон боје, мек метал, врло велике топлотне и електричне проводљивости. На ваздуху не подлеже корозији, али дугим стајањем на њему бакар се превлачи зеленом патином базних соли бакра (хидрокси карбоната, хидроксисулфата или хидроксихлорида). Ако се у ваздуху налази велика количина сумпордиоксида уместо зелене патине ствара се црни слој бакар сулфида.
Са густоћом од 8920 kg/m3, бакар спада у тешке метале, његова тачка топљења износи 1083,4 °C. Кристализује се у кубно-плочастом центрираном кристалном систему, (тип бакра). По Мосовој скали тврдоће има вредност између 2,5 и 3. Бакар изузетно добро проводи електричну струју (58 · 106 S/m), незнатно слабије од сребра а много боље од злата. Осим тога, бакар је врло добар проводник топлоте. Пошто и најмање примесе и нечистоће, попут фосфора и гвожђа значајно смањују његове проводничке могућности, за потребе израде проводника користи се бакар изузетно високог степена чистоће. Његова чврстоћа се повећава хладном обрадом у ливеном облику са 150-200 MPa на 450 MPa. При томе граница извлачења пре кидања је на 4,5%, а вредност тврдоће према Бринелу 100 HB. Обликовани и меко каљени бакар са чврстоћом од 200 до 240 MPa има границу извлачења пре кидања вишу од 38%, али му је тврдоћа 50 HB.
По граму тежине, алуминијум још боље проводи електричну струју од бакра. Међутим он има већу запремину, тако да бакар по једном квадратном центиметру попречног пресека електричног проводника боље проводи струју. Иако је бакар реактивнији од алуминијума и његова прерада је нешто тежа од алуминијума, за израду електричних проводника много више се користи бакар, док се алуминијум користи само где тежина долази до изражаја или боље механичке особине (нпр. чврстоћа).

### Хемијске особине
Бакар се јавља у неколико оксидационих стања: 0, +1, +2, +3 и +4, а најчешћа стања су +1 и +2, где му је оксидационо стање +2 најстабилније у растворима; док је стање +4 најређе (на пример у једињењу ). Соли бакра(II), као што је бакар() сулфат су углавном плаве или зелене боје. Хемијски, бакар има многе особине које су сличне злату и сребру, који су у истој групи периодног система елемената са бакром. Тако на пример на гвозденој игли која је уроњена у раствор бакар сулфата, издваја се слој металног бакра, а гвожђе улази у раствор истискујући бакар дајући гвожђе() сулфат, јер је гвожђе неплеменито у односу на бакар.
Хлороводонична киселина у нормалним условима не напада бакар, али у присуству кисеоника долази до врло агресивног напада. Брућа сумпорна киселина раствара бакар. Бакар такође раствара азотна киселина и царска вода Мешавина азотне или сумпорне киселине са водоник пероксидом раствара бакар изузетно брзо. Овај метал нападају чак и органске киселине. У базама бакар се понаша стабилно. Кад се загреје до црвеног усијања, бакар реагује са кисеоником стварајући дебели слој бакар оксида. Када се изложи флуору и његовим једињењима, бакар се пасивизира. Не реагује са (чистим) ваздухом и водом. У течном бакру растварају се кисеоник и водоник, а када се такав течни бакар стврдне, гасови се претварају у водену пару, те могу изазвати гасовиту порозност у ливеним бакарним предметима.

### Биолошке особине
Бакар је отрован за многе микроорганизме већ у врло малим концентрацијама, док на сисаре не утиче. Пошто се данас бакар, између осталог, користи за завршетке водоводних цијеви (било као метал или као састојак неке легуре), доспева у воду за пиће. У многим земљама ЕУ и света прописана је највећа дозвољена количина бакра од 2 mg/l коју може садржавати вода за пиће. Због својих бактерицидних особина, бакар је индустријски тестиран за примену у болничким собама за облагање предмета које болесници често додирују (попут кваке на вратима и слично) чиме би се смањила могућност преношења микроорганизама са заражених болесника или накупљање гљивица на њима. У поређењу са многим другим тешким металима, бакар је релативно слабо отрован за више организме. Тако на пример човек може дневно узети око 0,04 грама бакра без икаквих последица за здравље. У слободном облику, невезаном за беланчевине, бакар делује антибактеријски; као и код сребра примећен је олигодинамички ефекат, због чега на пример резано цвеће у које стоји у бакарној посуди или у чију је воду стављена бакарна кованица, пуно спорије увене.
Његово отровно деловање настаје када се јони бакра везују за тиолску групу на беланчевинама и пероксидирају масти у ћелијској мембрани што доводи до стварања слободних радикала, који даље оштећују ДНК и ћелијску мембрану. Код човека то се може десити у случају Вилсонове болести која се јавља због акумулирања бакра у органима. Легуре бакра са уделом бакра од најмање 60% такође испољавају отровно деловање према норовирусима.
Код већине вишећелијских организама бакар је саставни део многих ензима (металонезима) те је стога неопходан за живот (микроелемент). Бакар је и саставни део плавог хемоцијанина, који код мекушаца и зглавкара служи као крвни пигмент задужен за транспорт кисеоника у организму. Дневне потребе за бакром одраслог човека износе од 1 до 1,5 mg. У људском телу бакар се највећим делом складишти у јетри.
Бакра има у чоколади, житарицама, воћу, орасима, лешњацима и животињској јетри. Недостатак бакра код човека се јавља врло ретко, највише код новорођенчади, код дуготрајних дијареја, код неухрањених особа због болести као што су Кронова болест или муковицидоза. Узимање превеликих доза цинка, гвожђа или молибдена, такође може довести до смањења количине бакра у телу. Менкесов синдром је ретка урођена болест која се манифестује поремећајем размене бакра у организму. Недостатак бакра може да проузрокује и малокрвност, јер недовољна количина бакра изазива лошије "упијање" гвожђа и смањење броја крвних зрнаца. Претпоставља се да осим тога недостатак бакра изазива поремећаје у раду срца и успорава рад нервног система (на пример слаба концентрација). Недостатак бакра такође смањује и количину белих крвних зрнаца, а самим тим и отпорност организма на болести.

## Изотопи
Познато је 29 изотопа бакра. Стабилни су изотопи 63Cu и 65Cu, тако да се природни бакар састоји од око 69% изотопа 63Cu. Оба природна изотопа имају спин 3/2. Остали познати изотопи бакра су радиоактивни, од којих је 67Cu најстабилнији са временом полураспада од 61,83 сата. Откривено је и седам нуклеарних (метастабилних) изомера, међу којима је најдуговечнији 68mCu са временом полураспада од 3,8 минута. Изотопи са масеним бројем изнад 64 распадају се β- распадом, док они са масеним бројем испод 64 распадају се β+ распадом. Бакар 64Cu са временом полураспада од 12,7 сати се распада на оба начина.
Изотопи 62Cu и 64Cu iмају значајну примену. 64Cu је радиоконтрастно средство за рендгенско снимање а у комплексима са хелатима може се користити за радиоактивну терапију против рака. 62Cu се користи као радиоактивни трејсер за томографију емисијом позитрона.

## Легуре бакра
Друго важно подручје примене бакра је металургија, односно добивање легура. Бакар се као легирани елемент за побољшање механичких својстава додаје легурама племенитих метала и алуминијским легурама. Бакар се најчешће легира с цинком, калајем, алуминијумом, никлом, манганом и силицијумом.
Легуре бакра су важни технички материјали одличних механичких својстава. Чвршће су од чистог бакра, лакше се лију, обрађују и зарују, али слабије проводе електрицитет и топлоту од бакра, а изузетно су отпорне према корозији и хабању. Могу се обрађивати методама топле и хладне деформације, те термичким методама.
Према саставу бакарне легуре могу се поделити на:
- техничке легуре бакра,
- бакар с мањим додацима примеса,
- месинг (легуре с цинком),
- бронза.

Његове најпознатије легуре су месинг и бронза. Производе од бакра (укључујући и легуре) све више истискују разне врсте челика и других јефтинијих материјала.
Бакар (изнад 98%) с мањим додацима има различите особине и својства, а најважније су врсте:
- Високопроводљиви електролитички бакар, ETP-бакар (99,90% Cu; 0,4% O), употребљава се за израду електричних сабирница, склопки и прекидача, принтерских ваљака те као материјал за израду кровних покрова и бакарне галантерије у грађевинарству.
- Високопроводљиви бакар без кисеоника, OFHC-бакар (99,92% Cu, без резидуалног кисеоника) најчистији је конструкциони метал који се данас користи у индустрији за проводнике, електронске цеви, електричне сабирнице, грејаче, радијаторе, уљна расхлађиваче итд.
- Арсен-бакар (99,65% Cu; 0,025% P; 0,30% As) се употребљава за израду бојлера, радијатора, замјењивача топлоте, цеви за кондензацију, итд.
- Кадмијум-бакар (99,00% Cu; 0,6-1,0% Cd) се употребљава за еластичне делове апарата који се загревају или леме, израду посуда, електричне водове и електроде за заваривање.
- Хром-бакар (99,50% ; 0,5% Cr) и телур-бакар (99,50% ; 0,5% Te). Одликују се чврстоћом на високој температури, отпорношћу на корозију и лаком механичком обрадом. Користи се за израду електрода за заваривање, електромоторе и за делове електричних апарата.
- Берилијум-бакар легуре Тип1 и Тип2 (Тип1: 98% Cu; 2% Be и Тип 2: 97% Cu; 0,4% Be; 2,6% Co). Ове легуре имају високу чврстоћу и тврдоћу, а употребљавају се за телефонске водове, делове у роторима електромотора и за израду опруга. Легуре берилијума с бакром су тврде попут најтврђег челика.

### Месинг
Месинг је легура бакра и цинка, мада може садржати и мање количине других метала (Сн, Фе, Мн, Ни, Ал и Си). Месинзи су отпорни на корозију, те су тврђи од бакра и цинка; мекши су од бронзе, због чега се од ње лакше обрађују — боље извлаче, ваљају и савијају; тј. могу се добро прерађивати, лити и полирати. Та повољна својства месинга су последица његове кристалне структуре, која је фина и компактна микроструктура. Различите врсте месинга чине значајну групу легура због својих добрих механичких својстава, лаке обрадивости и лепе боје. Томбак је легура бакра и цинка, која садржи већи постотак бакра него у месингу.

### Бронза
Бронзе су све бакарне легуре које садрже више од 60% бакра уз додатак једнога (најчешће калаја) или више легираних елемената (фосфор, силицијум, алуминијум или цинк), међу којима цинк није главни састојак (главни легирани додатак). Својства многобројних врста бронзе, њихова примена и име зависе од врсте и удела доданих састојака. Својствена им је велика чврстоћа и тврдоћа (тврђе су од бакра), као и отпорност на корозију. Лакше се топе и добро се лију, па се користе за израду различитих вентила, зупчаника, новца, украсних предмета, скулптура, делова бродских палуба и пропелера, итд.

## Једињења
Плави камен- CuSO4 • 5H2О користи се као хербицид и фунгицид. Осим самородног бакра у природи га можемо наћи у минералима: куприту, малахиту, азуриту, халкопириту и борниту Има веома важну примену као добар проводник топлоте и електрицитета 4 има бактерицидне особине, а безводни је јака стипса (упија воду). Комплексна једињења бакра су стабилна, ипак доста лако се мења оксидациони број бакра у таквим једињењима и зато се она често користе као катализатори.
Бакар препознајемо по карактеристичној црвенкастој боји прошараној зеленкастом патином створеном услед оксидације. Водени раствори соли бакра(I) имају интензивну зелену, а раствори соли бакра(II) интензивну плаву боју.
Бакар је у једињењима углавном једновалентан (+1) и двовалентан (+2), док су једињења с тровалентним бакром ретка и без важности. 
Једињења у којима је бакар једновалентан су нестабилна:
Квалитативно могу се катјони бакра(II) и бакра(I) доказати према:
У воденим растворима стабилна су само једињења у којима је бакар двовалентан, јер се + јони у води одмах диспропорционирају на Cu2+ јоне и елементарни бакар.
Водени раствори бакар(II) једињења су стабилнији од раствора бакар(I) једињења, а при вишку појединих анјона (молекула) могу се комплексно везати у со или јон, нпр.:
Позната су многа једињења бакра:
- Бакар(I) јодид (CuI, маршит) је након бакар(I) хлорида најпознатији бакар(I) халогенид.

Реверзибилно мења боју с температуром (био је при 20 °C, црвен при 40 °C, смеђ при 70 °C) па се користи као нискотемпературни индикатор.
- Бакар(I) цијанид (CuCN) употребљава се као електролит при електролитском побакривању, за добивање масти против трахома и конјуктивитиса, користи се и као инсектицид, ствара комплексне спојеве важне за електроплатинирање бакром, итд..
- Бакрови азиди (CuN3 и ) експлозивно се распадају већ при слабом удару па се користе као иницијални експлозиви.
- Бакар(I) ацетилид (или често назван бакров карбид) је често међупроизвод приликом производње бакра.
- Бакар() хлорид (CuCl, нантокит) употребљава се као катализатор при синтези акрилонитрила и у индустрији нафте за деколорирање и десулфирање. Такође се користи за денитрирање вештачке свиле и чишћење ацетилена. Јодид (CuI, маршит) реверзибилно мења боју с температуром (био је при 20 °C, црвен при 40 °C, смеђ при 70 °C) па се користи као нискотемпературни индикатор.
- Бакар() оксид је кристална материја црвене боје. У природи се налази као минерал куприт, а ређе и као халкотрихит.

Растварањем у  и  даје безбојни раствор који с најмањом количином кисеоника помодри па служи као реагенс на кисеоник. На повишеној температури гасовити водоник, угљеник и угљеник(II) оксид, лако га редукују у метални бакар, а хлор и бром га оксидирају у CuO.
Употребљава се у електроплатинирању, као фунгицид за запрашивање семена ради уништавања штетних гљивица, итд.
Широку примену има као пигмент у бојењу стакла (црвено стакло назива се „авентуринско стакло“) и емајла, за производњу црвене глазуре у керамици, те за производњу "antifouling" боја (које спречавају развој морских организама и биљака на подводном делу брода и других пловила).
- Бакар(II) ацетат има тамнозелене моноклинске кристале растворне у води, а кристализује се у облику тамноплавих призама.

Употребљава се као адстригенс, као слабо средство за јеткање, за побакривање (електроплатирање бакром), као катализатор у производњи анхидрида сирћетне киселине из ацеталдехида, а служи као пигмент, па се употребљава за производњу боја, итд.
Једињење  је швајнфуртско зеленило које служи као сликарска боја, али и као отров против инсеката.
- Бакар(II) ацетоарсенит2, бакар(II) ацетат триарсенит, париска зелена боја, од енгл. Paris green) је неорганско једињење, које се кристализује у јако отровном есмералдно-зеленом кристаличном праху. Често се употребљава као инсектицид и фунгицид, али и као пигмент упркос токсичности. Може настати реакцијом бакар(II) ацетата и арсеновог триоксида.
- Бакар(II) бромид (бакар дибромид) употребљава се за бромирање у органској хемији, као катализатор у реакцијама полимеризације, изомеризације, естерификације и у фотографији.
- Бакар(II) флуорид дихидрат употребљава се за керамичке глазуре и емајле.
- Бакар() хидроксихлорид употребљава се за припремање фунгицида (нпр. против пероноспоре на виновој лози), а познат је по називу бакарни креч. Припрема се мешањем хидроксида с неутралним супстратима (талком, кречњаком) и средствима која олакшавају дисперзију у води и приањање на листу.
- Бакар() хлорид дихидрат (бакар диклорид) најпознатији је бакар(II) халогенид.

Употребљава се у индустрији неких органских боја и у штампању текстила, у хемији је добар катализатор за органске синтезе, за рафинацију бакра, злата и сребра, за добијање живе мокрим поступком, у фотографији, за зелену ватру у пиротехници /с благим утицајем плаве боје на рубовима пламена/, за уништавање корова и запрашивање семена, итд.
- Бакар() оксид (CuO, парамелаконит и тенорит) је црн кристалан прах нетопљив у води. Слабо је растворан у амонијаку и амонијум хлориду, али је лако растворан у киселинама, амонијум карбонату и калијум цијаниду. У растворима има искључиво базни карактер па отапањем у киселинама даје различите бакар(II) соли.

Употребљава се за производњу других једињења бакра, служи као пигмент за бојање стаклених површина и у изради црних, зелених и модрих стакала, глазура и емајла те проводника с негативним коефицијентом електричног отпора. Користи се и као катодни деполаризатор у електролизи алкалних хлорида, као позитивна електрода у галванским чланцима, за прочишћавање кисеоника од примеса водоника и минералних уља од сумпора, као имитација драгог камења, у хемијској анализи, нафтној индустрији, производњи оптичких стакала, итд.
- Бакар(II) карбонат у раствору формира светлоплави нерастворни талог. Ствара се на бакарним предметима као патина, а у природи се појављује као малахит.

Бакров базни карбонат у чистом стању служи као пигмент, те као инсектицид и фунгицид. Од бакар(II) карбоната могу се добити разне бакрове соли.
- Бакар() хидроксид (бакарна патина) употребљава се као пестицид, пигмент и катализатор. То је углавном светлоплаво желатинозно једињење.

Често може бити виђен и као зеленило на бакарним крововима разних грађевина или пак на неким другим бакарним предметима који оксидирају након дугог времена не дирања. Није лужина и не раствара се у води, а у води формира светлоплави талог. Тај плави талог обично настаје додатком лужине раствору  јона.
Са вишком амонијака бакар(II) хидроксид реагује стварајући интензивно модри комплексни тетра амин бакар(II) јон чија је структура планарна. Са вишком појединих анјона (молекула) може се комплексно везати у со или јон.
- Бакар() сулфид (CuS) има растворљивост 8 x 10−37; ова со је практично нерастворна у води, а у води формира црни талог.
- Бакар(II) сулфат пентахидрат (модра галица) најзначајнија је со бакра, а била је позната још старим Египћанима. Плиније је описао њезину производњу у Шпанији, а 1880. године откривено је њезино фунгицидно деловање што је подстакло њену индустријску производњу. У природи се налази као лазурно модри, триклинални, кристали минерала халкантита који су лако растворни у води. Од пет молекула кристалне воде четири су комплексно везана за бакарни, а пети на сулфатни јон. Индустријски се добија растварањем бакра у разређеној сумпорној киселини. Може се добити и кристализацијом из електролита преосталог од рафинације бакра, те деловањем сумпорне киселине на бакар оксихлорид (Бигурдан-Бебин поступак). Највише се употребљава помешана с гашеним кречом као фунгицид (бордошка супа) против пероноспоре на виновој лози и биљних штеточина на кромпиру, воћкама и парадајзу. Користи се још и као активатор при флотацији руда кобалта, олова и цинка, за уништавање алга у резервоарима, водоводима и базенима, за конзервирање дрвета, затим као електролит у галванским чланцима и купкама за побакривање, а у медицини против гљивичних инфекција.

Безводни бакар(II) сулфат безводан даје зеленобеле или сивобеле кристале који на себе лако вежу воду дајући стабилне хидрате с једном, три или пет молекула воде. Будући да с најмањом количином воде помодри, употребљава се за доказивање малих количина воде, нпр. у алкохолу.
- Бакар(II) бензоат ( или ) је прах светлозелене до светлоплаве боје.
- Бакар(II) нитрат (Cu(NO3)2 x 6H2O) је хигроскопан светлоплави прах који је врло добро растворан у води и ствара водени раствор светлоплаве боје. Бакар се раствара у азотној киселини и ствара се отровни црвенкастосмеђи гас азот(IV) оксид.[48]

## Употреба
Бакар се масовно употребљава за продукцију електричних проводника и уопште у електроници. Због малих резерви и велике примене бакар представља материјал од стратешког значаја. Бакар се додаје у разне легуре. Меша се и са сребром и златом што у знатној мери побољшава њихове механичке особине.
Најмасовнија употреба бакра је у електроинсталацијама и уопште у инжењерингу, користи се за израду делова за прецизне алате, кованица, прибора за јело, уметничких предмета, музичких инструмената и слично. После сребра, бакар има највећи специфични електрични и топлотни проводнички капацитет, чак виши од злата. Због тога је његова примена за израду електричних проводника готово незамењива. Осим проводника, од бакра се израђују и проводничке траке, интегрирани прекидачки склопови као и делови за трансформаторе, анодна тела магнетрона, електротехничке завојнице и многи други технички производи.
Жице и лицне од OFC бакра („бакра без кисеоника“, степена чистоће преко 99,99%) имају врло финозрну кристалну структуру и посебно велику отпорност на лом при замору материјала. Оне се користе за каблове и инсталације где постоје велики механички захтеви. За надземне водове користе се проводници начињени од легуре Cu и магнезијума
Бакар има велику способност одбијања у инфрацрвеном делу спектра и због тога се користи као огледало у CO2 ласеру. Због своје добре топлотне проводљивости идеалан је материјал за израду топлотних проводника.
У занатству лимови од бакра, који су обликовани ковањем, су врло цењени због мекоће и лаке обраде. У грађевинарству се бакар користи као кровни покривач и за израду олука, а од скора и као материјал за облагање фасада. Пријатна и нежна зелена боја његове патине, као и велика трајност, чине га готово идеалним, иако скупим, грађевинским материјалом. Патина је врло отпорна, а састоји се од различитих базичних бакар хидроксида односно карбоната бакра. Она се често погрешно описује као париско зелено (бакар ацетат), а заправо патина штити метал испод себе од даљње корозије, тако да бакарни кровови имају век трајања од неколико стотина година.

## Биолошки значај
Бакар је микроелемент који се јавља у реактивним центрима многих ензима, као што је супероксид дизмутаза. Потребан је за стварање црвених крвних зрнаца, улази у састав хемоцијанина, има позитиван утицај на ћелијску мембрану нервних ћелија, и има утицај у слању нервних импулса. 
Дневно је потребно минимално унети 0,5 ppm. Недостатак бакра доводи до Вилсонове болести.
Недостатак бакра може да проузрокује и малокрвност, јер недовољна количина бакра изазива лошу апсорпцију гвожђа и смањење броја крвних зрнаца. Претпоставља се да сем тога недостатак бакра изазива поремећаје у раду срца и успорава рад нервног система (на пример слаба концентрација). Недостатак бакра такође смањује и количину белих крвних зрнаца, а самим тим и отпорност организма на болести.

## Цена
Бакар је релативно скуп метал. Његова цена је углавном одређена на светским тржиштима метала и сировина. Водеће тржиште бакра је ЛМЕ (Лондонска берза метала). Светска тржишна цена подложна је великим осцилацијама. Највеће осцилације забележене су у последњих 10 година; тако је на пример 2. јула 2008. године на Лондонској берзи забележена цена бакра од 8.940 америчких долара по тони, да би се крајем исте године, 23. децембра, његова цена спустила на 2.825 US$ по тони. Након тога његова цена у наредна четири мјесеца је поновно порасла на 4.860 долара по тони. Највиша цена бакра у последњих 10 година забележена је 14. фебруара 2011. године и износила је 10.180 америчких долара по тони.

## Занимљивости
Уз појаву све већег броја нових материјала, чија је употреба данас све раширенија, проналазе се и нове примене старих, давно познатих материјала. Тако су на пример 1997. г. направљени први микропроцесори (чипови) с бакарним проводницима за унутрашње повезивање компонената. Могуће је да ће „бакарни“ процесори због повољне цене трошкова производње у скорој будућности наћи ширу примену, од обичних рачунара, преко кућне електронике, до аутомобилских мотора. Његова употреба може да повећа брзину процесора омогућавањем мањих кола.